# Platymops setiger
Platymops setiger es una especie de murciélago de la familia Molossidae. Es la única especie existente de su género (Platymops).
Se encuentra en Etiopía, Kenia y Sudán del Sur. Sus hábitats naturales son la sabana seca y las áreas rocosas.